# Sofia Open
Sofia Open je profesionální tenisový turnaj mužů konaný v bulharské metropoli Sofii, jakožto vůbec první událost ATP hraná v tomto balkánském státě. Založen byl v roce 2016. V kalendáři sezóny nahradil halový Zagreb Indoors v Záhřebu. Na okruhu ATP Tour se v roce 2016 zařadil do kategorie ATP Tour 250. Probíhá na krytých dvorcích s tvrdým povrchem ve víceúčelové aréně Sofia otevřené roku 2011. Kapacita centrkurtu činí 12 tisíc diváků. Do dvouhry nastupuje dvacet osm singlistů a čtyřhry se účastní šestnáct párů. 
V sezóně 2023 sofijská licence přešla na týmový United Cup hraný v úvodním týdnu sezóny ve formě přípravy na Australian Open. Sofia Open byl přesto dodatečně zařazen do turnajové listiny 2023. V listopadovém termínu nahradil Tel Aviv Watergen Open, který byl zrušen po říjnovém rozhoření konfliktu mezi Hamásem a Izraelem.
V letech 2016–2019 se turnaj konal v únorovém termínu. Od roku 2020 měl být zařazen na přelom září a října. V důsledku pandemie covidu-19, která vedla k pětiměsíčnímu přerušení sezóny do srpna 2020, však byl v revidovaném kalendáři přeložen až do první poloviny listopadu jako předposlední turnaj před závěrečným Turnajem mistrů. Od roku 2021 obsadil avizovaný termín na přelomu září a října.

## Vývoj názvu turnaje
- 2016–2017: Garanti Koza Sofia Open
- 2018: Diema Xtra Sofia Open
- 2019–2023: Sofia Open

## Přehled finále

### Dvouhra
| Rok  | vítěz                 | finalista        | výsledek                |
| ---- | --------------------- | ---------------- | ----------------------- |
| 2016 | Roberto Bautista Agut | Viktor Troicki   | 6–3, 6–4                |
| 2017 | Grigor Dimitrov       | David Goffin     | 7–5, 6–4                |
| 2018 | Mirza Bašić           | Marius Copil     | 7–6(8–6), 6–7(4–7), 6–4 |
| 2019 | Daniil Medveděv       | Márton Fucsovics | 6–4, 6–3                |
| 2020 | Jannik Sinner         | Vasek Pospisil   | 6–4, 3–6, 7–6(7–3)      |
| 2021 | Jannik Sinner (2)     | Gaël Monfils     | 6–3, 6–4                |
| 2022 | Marc-Andrea Hüsler    | Holger Rune      | 6–4, 7–6(10–8)          |
| 2023 | Adrian Mannarino      | Jack Draper      | 7–6(8–6), 2–6, 6–3      |

### Čtyřhra
| Rok  | vítězové                            | finalisté                            | výsledek               |
| ---- | ----------------------------------- | ------------------------------------ | ---------------------- |
| 2016 | Wesley Koolhof Matwé Middelkoop     | Philipp Oswald Adil Shamasdin        | 5–7, 7–6(11–9), [10–6] |
| 2017 | Viktor Troicki Nenad Zimonjić       | Michail Jelgin Andrej Kuzněcov       | 6–4, 6–4               |
| 2018 | Robin Haase Matwé Middelkoop        | Nikola Mektić Alexander Peya         | 5–7, 6–4, [10–4]       |
| 2019 | Nikola Mektić Jürgen Melzer         | Sie Čeng-pcheng Christopher Rungkat  | 6–2, 4–6 [10–2]        |
| 2020 | Jamie Murray Neal Skupski           | Jürgen Melzer Édouard Roger-Vasselin | bez boje               |
| 2021 | Jonny O'Mara Ken Skupski            | Oliver Marach Philipp Oswald         | 6–3, 6–4               |
| 2022 | Rafael Matos David Vega Hernández   | Fabian Fallert Oscar Otte            | 3–6, 7–5, [10–8]       |
| 2023 | Gonzalo Escobar Oleksandr Nedověsov | Julian Cash Nikola Mektić            | 6–3, 3–6, [13–11]      |